# Strada provinciale ex SS 131 Sassari-Porto Torres (Sassari)

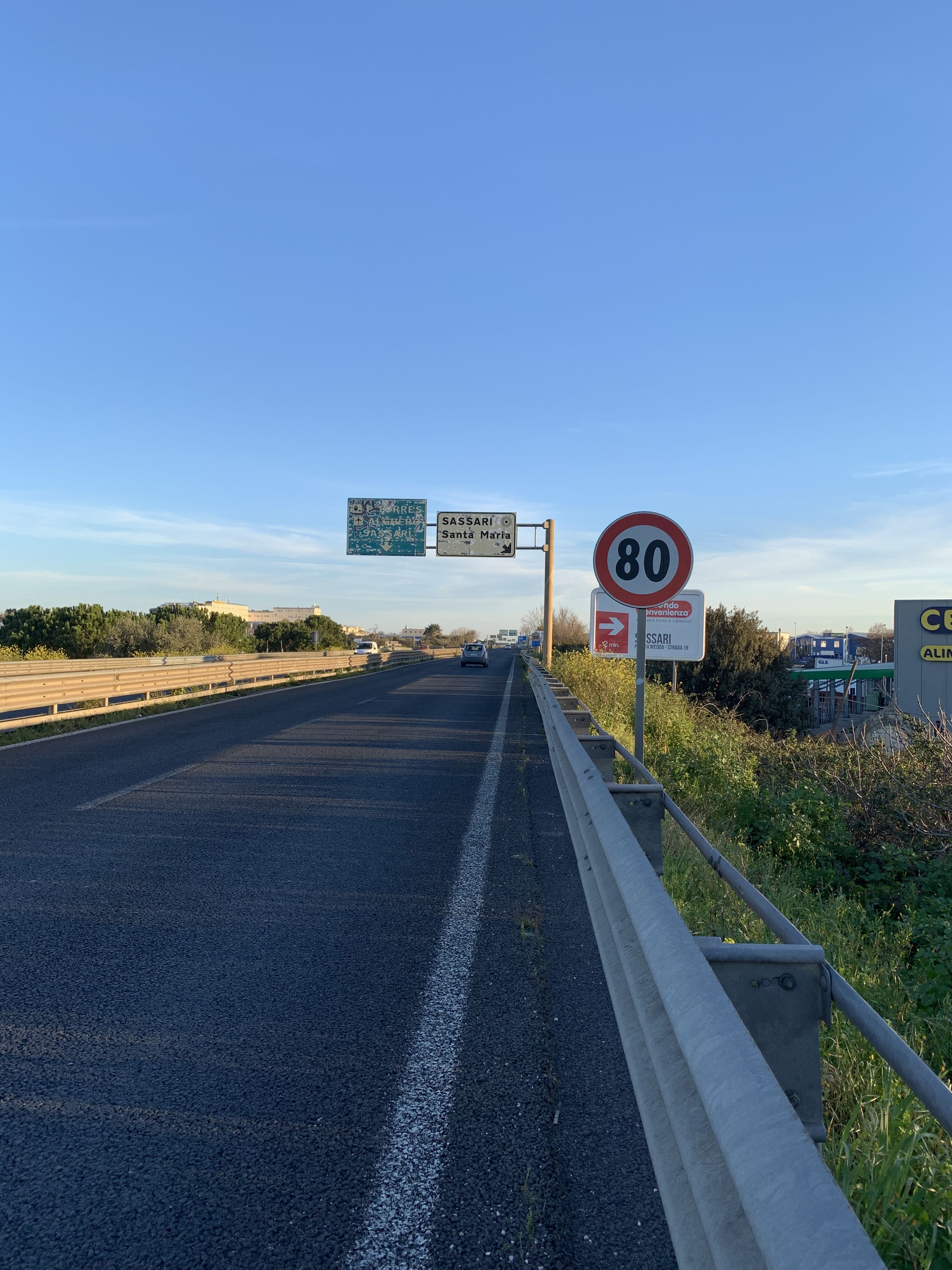
La strada a Sassari

La strada provinciale ex SS 131 Sassari-Porto Torres è una strada provinciale della città metropolitana di Sassari, composta da un tratto dismesso della Carlo Felice rimasto comunque un'importante via di comunicazione per la città di Sassari ed il suo hinterland.

## Storia
A causa dell'aumento del traffico nell'ultimo tratto della strada (tra Sassari e Porto Torres) negli anni 2000 si è resa necessaria la costruzione di una variante più scorrevole e meno congestionata detta "camionale", contestualmente il vecchio percorso è stato declassato a tratto stradale di interesse urbano. Quest'ultimo, già a due carreggiate ma passante per le frazioni di Li Punti e Ottava, è stato ceduto alla città metropolitana di Sassari soltanto il 28 ottobre 2014 a conclusione di un contenzioso tra la stessa, l'Anas ed il comune di Sassari. Il lungo passaggio di consegne ha poi portato ad uno stallo nella programmazione degli interventi di manutenzione. Il tratto è stato ed è soggetto a lavori atti a migliorarne la sicurezza, iniziati nel 2012 con la riduzione del numero delle corsie e l'installazione di semafori negli incroci. È attualmente in corso la costruzione di un viadotto che migliorerà la viabilità collegando l'ex statale ad un'altra importante strada provinciale, la Buddi Buddi.

## Caratteristiche
Il limite di velocità sull'intero percorso non supera mai gli 80 km/h e presenta caratteristiche di superstrada nelle immediate vicinanze di Sassari. Pur mantenendo due carreggiate separate da spartitraffico centrale, una volta superato il capoluogo turritano tutte le intersezioni sono a raso e sono presenti anche diversi attraversamenti pedonali.

## Percorso
Il vecchio percorso si aggancia al nuovo innestandosi presso lo svincolo di Sassari centro, essendone poi la sua prosecuzione. Nel centro urbano di Sassari la strada consente di raggiungere i principali quartieri della città e la zona industriale.
Dirigendosi verso nord costeggia la frazione di Sant'Orsola, attraversando poi Li Punti e Ottava. Proseguendo consente di raggiungere San Giovanni, la spiaggia di Platamona ed il sito archeologico di Monte d'Accoddi. Termina nel comune di Porto Torres, in via Sassari.

### Tracciato
| Sassari-Porto Torres |                                                                                  |       |
| Tipo                 | Indicazione                                                                      | km    |
|                      | Carlo Felice Nuoro - Oristano - Cagliari - Olbia                                 | 209,4 |
|                      | Sassari via Amendola Uri - Usini - Ittiri                                        | 210,3 |
|                      | Sassari - Settentrionale Sarda - Uri                                             | 211,4 |
|                      | Sassari Santa Maria - Chiesa di Santa Maria di Betlem                            | 212,3 |
|                      | della Nurra Aeroporto di Alghero-Fertilia - Alghero - Olmedo - Predda Niedda Sud | 212,4 |
|                      | Sassari viale Umberto - Sassari Monte Rosello - Sassari Latte Dolce              | 213,0 |